# Тенеш
Тене́ш (рос. Тенеш) — селище у складі Таштагольського району Кемеровської області, Росія. Входить до складу Казького міського поселення.

## Населення
Населення — 43 особи (2010; 49 у 2002).
Національний склад (станом на 2002 рік):
- росіяни — 100 %